# NGC 2081
NGC 2081 је расејано звездано јато у сазвежђу Златна риба које се налази на NGC листи објеката дубоког неба.
Деклинација објекта је - 69° 24' 21" а ректасцензија 5h 39m 59,5s. Привидна величина (магнитуда) објекта NGC 2081 износи 13,0. NGC 2081 је још познат и под ознакама ESO 57-SC13.